# Selección femenina de fútbol de Israel
La selección femenina de fútbol de Israel representa al país en las competiciones internacionales de fútbol femenino. Jugó su primer partido internacional el 27 de agosto de 1977 contra la selección femenina de fútbol de los Países Bajos, partido que perdió Israel por doce goles a cero. 
No ha participado aún en la Eurocopa Femenina.
Hasta el momento no ha logrado clasificarse para disputar la Copa Mundial Femenina de Fútbol, ni tampoco los juegos olímpicos.

## Estadísticas

### Copa Mundial Femenina de Fútbol
| Edición | Resultado      | Posición       | PJ             | PG             | PE             | PP             | GF             | GC             |
| ------- | -------------- | -------------- | -------------- | -------------- | -------------- | -------------- | -------------- | -------------- |
| 1991    | No participó   | No participó   | No participó   | No participó   | No participó   | No participó   | No participó   | No participó   |
| 1995    | No participó   | No participó   | No participó   | No participó   | No participó   | No participó   | No participó   | No participó   |
| 1999    | No clasificó   | No clasificó   | No clasificó   | No clasificó   | No clasificó   | No clasificó   | No clasificó   | No clasificó   |
| 2003    | No clasificó   | No clasificó   | No clasificó   | No clasificó   | No clasificó   | No clasificó   | No clasificó   | No clasificó   |
| 2007    | No clasificó   | No clasificó   | No clasificó   | No clasificó   | No clasificó   | No clasificó   | No clasificó   | No clasificó   |
| 2011    | No clasificó   | No clasificó   | No clasificó   | No clasificó   | No clasificó   | No clasificó   | No clasificó   | No clasificó   |
| 2015    | No clasificó   | No clasificó   | No clasificó   | No clasificó   | No clasificó   | No clasificó   | No clasificó   | No clasificó   |
| 2019    | No clasificó   | No clasificó   | No clasificó   | No clasificó   | No clasificó   | No clasificó   | No clasificó   | No clasificó   |
| 2023    | No clasificó   | No clasificó   | No clasificó   | No clasificó   | No clasificó   | No clasificó   | No clasificó   | No clasificó   |
| 2027    | Por disputarse | Por disputarse | Por disputarse | Por disputarse | Por disputarse | Por disputarse | Por disputarse | Por disputarse |
| Total   | 0/9            | -              | -              | -              | -              | -              | -              | -              |

### Eurocopa Femenina
| Edición | Resultado      | Posición       | PJ             | PG             | PE             | PP             | GF             | GC             |
| ------- | -------------- | -------------- | -------------- | -------------- | -------------- | -------------- | -------------- | -------------- |
| 1984    | No participó   | No participó   | No participó   | No participó   | No participó   | No participó   | No participó   | No participó   |
| 1987    | No participó   | No participó   | No participó   | No participó   | No participó   | No participó   | No participó   | No participó   |
| 1989    | No participó   | No participó   | No participó   | No participó   | No participó   | No participó   | No participó   | No participó   |
| 1991    | No participó   | No participó   | No participó   | No participó   | No participó   | No participó   | No participó   | No participó   |
| 1993    | No participó   | No participó   | No participó   | No participó   | No participó   | No participó   | No participó   | No participó   |
| 1995    | No participó   | No participó   | No participó   | No participó   | No participó   | No participó   | No participó   | No participó   |
| 1997    | No participó   | No participó   | No participó   | No participó   | No participó   | No participó   | No participó   | No participó   |
| 2001    | No clasificó   | No clasificó   | No clasificó   | No clasificó   | No clasificó   | No clasificó   | No clasificó   | No clasificó   |
| 2005    | No clasificó   | No clasificó   | No clasificó   | No clasificó   | No clasificó   | No clasificó   | No clasificó   | No clasificó   |
| 2009    | No clasificó   | No clasificó   | No clasificó   | No clasificó   | No clasificó   | No clasificó   | No clasificó   | No clasificó   |
| 2013    | No clasificó   | No clasificó   | No clasificó   | No clasificó   | No clasificó   | No clasificó   | No clasificó   | No clasificó   |
| 2017    | No clasificó   | No clasificó   | No clasificó   | No clasificó   | No clasificó   | No clasificó   | No clasificó   | No clasificó   |
| 2022    | No clasificó   | No clasificó   | No clasificó   | No clasificó   | No clasificó   | No clasificó   | No clasificó   | No clasificó   |
| 2025    | Por disputarse | Por disputarse | Por disputarse | Por disputarse | Por disputarse | Por disputarse | Por disputarse | Por disputarse |
| Total   | 0/13           | -              | -              | -              | -              | -              | -              | -              |

### Liga de Naciones Femenina de la UEFA
| Edición | L     | G     | Resultado    | PJ | PG | PE | PP | GF | GC |
| ------- | ----- | ----- | ------------ | -- | -- | -- | -- | -- | -- |
| 2023-24 | C     | 4     | Primer lugar | 6  | 5  | 1  | 0  | 21 | 2  |
| Total   | Total | Total | 1/1          | 6  | 5  | 1  | 0  | 21 | 2  |

## Últimos y próximos encuentros
Actualizado al último partido jugado el 16 de julio de 2024
| Fecha      | Ciudad       | Local      | Resultado | Visitante  | Competición                     |
| ---------- | ------------ | ---------- | --------- | ---------- | ------------------------------- |
| 26-11-2023 | Telki        | Israel     | 0:0       | Kazajistán | Liga de Naciones Femenina 23/24 |
| 29-11-2023 | Armavir      | Armenia    | 0:4       | Israel     | Liga de Naciones Femenina 23/24 |
| 02-12-2023 | Ereván       | Israel     | 6:1       | Armenia    | Liga de Naciones Femenina 23/24 |
| 05-12-2023 | Telki        | Israel     | 4:1       | Estonia    | Liga de Naciones Femenina 23/24 |
| 05-04-2024 | Senec        | Eslovaquia | 2:0       | Israel     | Clas. Eurocopa Femenina 2025    |
| 09-04-2024 | Győr         | Israel     | 2:4       | Serbia     | Clas. Eurocopa Femenina 2025    |
| 31-05-2024 | Glasgow      | Escocia    | 4:1       | Israel     | Clas. Eurocopa Femenina 2025    |
| 04-06-2024 | Budaörs      | Israel     | 0:5       | Escocia    | Clas. Eurocopa Femenina 2025    |
| 12-07-2024 | Stara Pazova | Serbia     | 1:0       | Israel     | Clas. Eurocopa Femenina 2025    |
| 16-07-2024 | Budaörs      | Israel     | 2:2       | Eslovaquia | Clas. Eurocopa Femenina 2025    |

## Última convocatoria
| #  | Nombre         | Posición       | Año  | PJ | Goles | Club                     |  |
| -- | -------------- | -------------- | ---- | -- | ----- | ------------------------ |  |
| 1  | Mairav Shamir  | Portera        | 1988 | 12 | 0     | Telstar FC               |  |
| 2  | Sapir Kaduri   | Portera        | 1993 | 0  | 0     | Maccabi Kishronot Hadera |  |
| 3  | Maya Barqui    | Defensa        | 1985 | 26 | 1     | Maccabi Holon            |  |
| 4  | Michal Ravitz  | Defensa        | 1986 | 25 | 1     | ASA Tel Aviv             |  |
| 5  | Moran Freidman | Defensa        | 1990 | 19 | 0     | ASA Tel Aviv             |  |
| 6  | Oshrat Eini    | Defensa        | 1984 | 10 | 0     | Maccabi Be'er Sheva      |  |
| 7  | Na'ama Cohen   | Defensa        | 1988 | 6  | 0     | Maccabi Holon            |  |
| 8  | Or Erez        | Centrocampista | 1982 | 31 | 2     | Maccabi Holon            |  |
| 9  | Moran Lavi     | Centrocampista | 1983 | 28 | 1     | ASA Tel Aviv             |  |
| 10 | Shelina Israel | Centrocampista | 1986 | 23 | 3     | ASA Tel Aviv             |  |
| 11 | Adva Tvil      | Centrocampista | 1985 | 18 | 0     | Maccabi Holon            |  |
| 12 | Yifat Cohen    | Centrocampista | 1985 | 16 | 2     | ASA Tel Aviv             |  |
| 13 | Tal Sofer      | Centrocampista | 1989 | 12 | 0     | Maccabi Kishronot Hadera |  |
| 14 | Lee Falkon     | Centrocampista | 1992 | 11 | 1     | ASA Tel Aviv             |  |
| 15 | Diana Redman   | Centrocampista | 1984 | 7  | 0     | Maccabi Holon            |  |
| 16 | Tal Mahleb     | Centrocampista | 1991 | 0  | 0     | Maccabi Holon            |  |
| 17 | Tal Isaev      | Centrocampista | 1993 | 0  | 0     | Maccabi Kishronot Hadera |  |
| 18 | Sarit Shenar   | Delantera      | 1983 | 38 | 14    | ASA Tel Aviv             |  |
| 19 | Tal Shino      | Delantera      | 1986 | 18 | 3     | Maccabi Holon            |  |
|    |                |                |      |    |       |                          |  |
|    |                |                |      |    |       |                          |  |
| DT | Meir Nachmias  |                |      |    |       | Bandera de Israel        |  |

(Los números no corresponden a los dorsales)